# 羅馬的吉爾斯
羅馬的吉爾斯是一位中世纪哲学家、经院神学家，天主教布尔日总主教、圣奥古斯丁修道会修士、逻辑学家，曾对亚里士多德的《工具论》作注。吉爾斯曾在巴黎於湯瑪斯·阿奎那門下學習，他成為当时十分權威的思想家並擔任法國國王腓力五世的私人教師（1268－1314年11月29日）。知名作品有《论君主政治》（拉丁語：De regimine Principum）。